# Carl Stolterfoht
Carl Stolterfoht (* 11. Januar 1807 in Lübeck; † 15. März 1879 ebenda) war ein deutscher Gutsbesitzer und Lauenburgischer Landschaftsrat.

## Leben
Carl Stolterfoht entstammte einer alteingesessenen Lübecker Familie, die seit 1755 über Generationen Tuchgroßhandel betrieb. Er war ein Sohn von Joachim Nikolaus Stolterfoht aus dessen zweiter Ehe mit Christine Charlotte, geb. Krück (* 2. April 1770; † 8. März 1814).
Stolterfoht widmete sich als nachgeborener Sohn der Landwirtschaft und bewirtschaftete zunächst das Gut Roggendorf in Mecklenburg als Pächter. 1848 erwarb er das Gut Kastorf im Herzogtum Lauenburg von August Louis Detlev von Schrader auf Bliestorf.
1862 wurde er als Nachfolger des verstorbenen Gutsbesitzer Baron Joseph von Brusselle auf Basthorst von den Besitzern der landtagsfähigen Gütern des Herzogtums zu einem ihrer fünf ritterschaftlichen Abgeordneten in der 1853 vom dänischen König reformierten Lauenburgischen Ritter- und Landschaft gewählt. Durch die Folgen des Deutsch-Dänischen Kriegs und der Gasteiner Konvention verlor diese zunächst noch weiter bestehende Körperschaft jedoch an Einfluss. Sie richtete ihre Kräfte auf eine möglichst umfassende Sicherung der lauenburgischen Sonderrechte bei der Eingliederung in Preußen. Mit der Errichtung des Lauenburgischen Landeskommunalverbands waren diese Bemühungen zumindest teilweise erfolgreich.
Von 1872 bis 1878 bildete Stolterfoht als ständischer Landrat, nunmehr zur Abgrenzung vom preußischen Landrat Landschaftsrat genannt, gemeinsam mit dem Erblandmarschall Friedrich Gottlieb von Bülow und Landschaftsrat Ottokar von Witzendorff die Spitze des Landsschaftskollegiums. Am 23. Juni 1876 stimmte die Ritter- und Landschaft dem Gesetz, betreffend die Vereinigung des Herzogthums Lauenburg mit der Preußischen Monarchie zu. „Das Herzogthum Lauenburg wird vom 1. Juli 1876 ab in Gemäßheit des Art. 2 der Verfassungsurkunde für den Preußischen Staat mit der Preußischen Monarchie für immer vereinigt“, lautet § 1. Wichtig für den Landeskommunalverband aber war § 7: „An dem provinzialständischen Verbande von Schleswig-Holstein nimmt das Herzogthum keinen Theil.“
1878 legte Stolterfoht das Amt nieder; sein Nachfolger wurde Oskar Ferdinand von Walcke-Schuldt. Stolterfoht verkaufte das Gut Kastorf und zog nach Lübeck, um hier seinen Lebensabend zu verbringen, starb jedoch schon im folgenden Jahr und wurde auf dem Burgtorfriedhof beigesetzt.

### Familie
1839 heiratete Stolterfoht in Lübeck Caroline Wilhelmine Marie, geb. von Motz (* 28. Oktober 1818 in Panker, † 1892 in Lübeck).
Kinder:
- Heinrich Nicolaus (1840–1879) ⚭ Maria Louise (Mana) da Silva-Bruhns (1849–1899), Schwester von Julia da Silva-Bruhns
- Carl Eduard Philipp  *1841, † 1913, 1. ⚭ 1873 Charlotte Sievers, 2. ⚭ Sievers, E.
  - Hermann Gustav Stolterfoht
- Oscar Emil Ferdinand *1842, ⚭ 1873 Burmeister, J.
- Fanny (1844–1875), ⚭ 1868 Barward Christian Matthias Gustav Eckermann Eckermann (1828–1900) auf Pötenitz
- Amalie  *1845 † ?
- Paul Carl August (1847– ?), ⚭ 1886 von Berens, A.
- Mathilde Ernestine Emma Caroline (Ina, 1850–1939), ⚭ 1868 Johann Hermann Eschenburg
  - Karl Eschenburg (* 1877; † 1943)
  - Hermann Eschenburg (* 1872; † 1954)

## Auszeichnungen
- Roter Adlerorden, 3. Klasse (18. Januar 1876)[2]